# Герман фон Гацфельдт
Герман Антон Лео Карл, 3-й князь фон Гацфельдт цу Трахенберг, з 1 січня 1900 року — 1-й герцог цу Трахенберг (нім. Hermann Anton Leo Karl 3. Fürst von Hatzfeldt zu Trachenberg, 1. Herzog zu Trachenberg; 4 лютого 1848, Трахенберг — 14 січня 1933, Трахенберг) — німецький землевласник, політик і офіцер, генерал-майор Прусської армії.

## Біографія

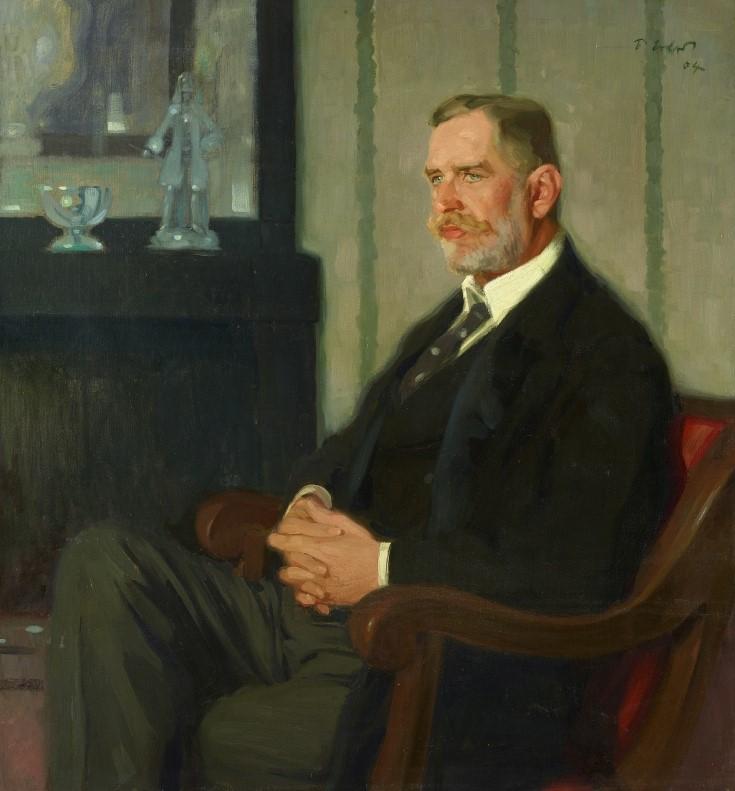
Портрет князя фон Гацфельдта роботи Фріца Ерлера (1904)

Представник давнього знатного роду. Син Германа Антона, 2-го князя фон Гацфельдт (1808–1874) та його другої дружини Марії, уродженої фон Німпч (1820–1897). Виріс в сімейному замку Трахенберг, виховувався в католицькій вірі. Отримавши диплом приватної середньої школи на батьківщині, в 1868 році вступив в Саксонський Геттінгенський корпус і вивчав право в університеті Бреслау і в Берлінському університеті Фрідріха Вільгельма. Потім він вступив на прусську судову службу. В 1870/71 роках служив майором кавалерії під час Французько-прусської війни.
У 1874 році він став наступником свого покійного батька, відлученого від церкви в 1847 році, на посаді глави роду Гацфельдт-Трахенберг. У 1878 році призначений спадковим членом Прусської палати панів. Гацфельдт був головою «Нової фракції» великих землевласників. У 1878/93 та 1907/12 роках також був депутатом Рейхстагу від Вільної консервативної партії. Він голосував у Рейхстазі та Палаті панів проти прусських законів про експропріацію, спрямованих проти поляків у провінції Позен. З 1894 по 1903 рік — оберпрезидент провінції Сілезія.
Під час Першої світової війни Гацфельдт був перспективним кандидатом на пост генерал-губернатора окупованої Польщі, проте рішення було ухвалено на користь Ганса фон Безелера. На противагу Паулю фон Гінденбургу та Еріху Людендорфу, він виступав за мир та взаєморозуміння з державами Антанти. В 1919/21 роках — представником імперського уряду на референдумі у Верхній Сілезії. Останні роки життя присвятив благодійній діяльності у Мальтійському ордені.
З 1892 по 1919 рік —третій президент Німецького рибальського союзу. Князь Гацфельдт особливо цікавився розвитком сілезького ставкового господарства. Його володіння навколо Трахенберга характеризувалися зразковим рибництвом.

## Сім'я

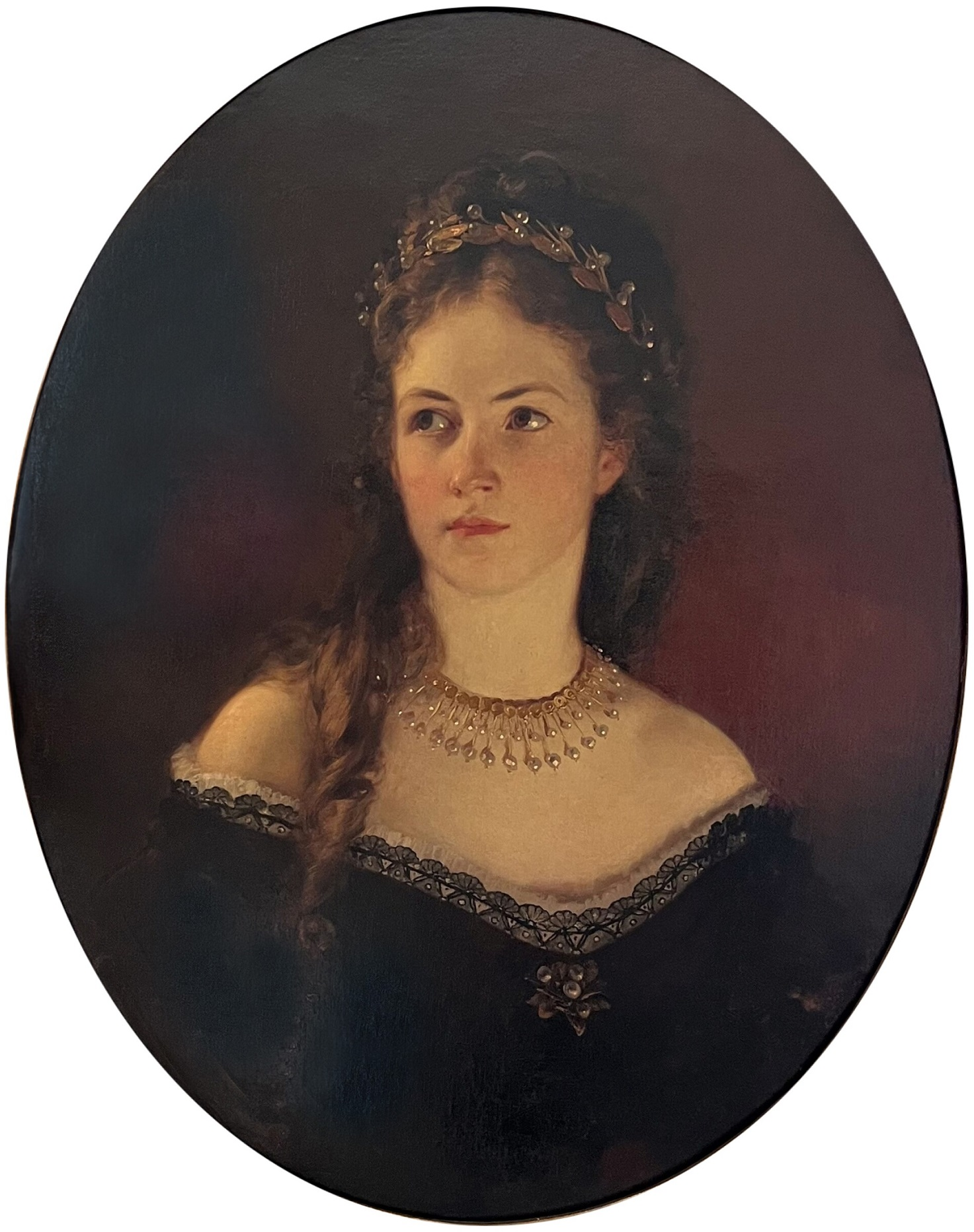
Княгиня Наталія фон Гацфельдт, уроджена графиня Бенкендорф.

18 червня 1872 року одружився в Берліні з російською графинею Наталією Костянтинівною Бенкендорф (7 вересня 1854, Бад-Шандау — 9 березня 1931, Трахенберг), дочкою генерал-майора графа Костянтина Костянтиновича Бенкендорфа (1816–1858). В пари народились 2 сини і 7 онуків:
- князь Герман Людвіг фон Гацфельд, 2-й герцог цу Трахенберг (14 січня 1874, Гуссвіц — 24 жовтня 1959, Баден-Баден) — одружився з Елізабет фон Чішшкі-Бегендорфф (1889–1975)
  - принц Герман Крафт фон Гацфельдт (24 листопада 1912, Брюссель — 4 липня 1942, Воронеж) — загинув у бою під час Німецько-радянської війни.
  - графиня Губерта фон Гацфельдт (18 жовтня 1916, Вашингтон — 22 червня 2014) — вийшла заміж за графа Германа фон Заурма-Єльча (1906–1999).
  - графиня Наталія фон Гацфельдт-Трахенберг-Чіршкі (14 лютого 1918, Берлін — 21 червня 2004, Відень)
  - граф Карл Генріх фон Гацфельдт (21 лютого 1921, Берлін — 17 лютого 1970, Ессен) — одружився з Гейкою Цеглат (1923–1997).
  - князь Едмунд фон Гацфельдт, 3-й герцог цу Трахенберг (18 листопада 1923, Амстердам — 2 липня 1997, Кельн) — одружився з баронесою Софі Шпіс фо Бюллесгайм (1927–2013).
  - граф Фрідріх фон Гацфельдт (22 жовтня 1928, Трахенберг — 19 березня 2006, Кельн) — одружився з баронесою Марією Геленою фон Мюнхгаузен (1933).
- граф Александер фон Гацфельдт цу Трахенберг (10 лютого 1877, Берлін — 27 листопада 1953, замок Шенштайн, Віссен) — одружився з Ганною Аокі-Раде (1879–1953), єдиною дочкою японського дипломата Аокі Сюдзо.
  - графиня Гісса фон Гацфельдт (26 лютого 1906, Поммерсвіц — 4 червня 1985, Зальцбург) — вийшла заміж за графа Ерфіна фон Найпперга (1897–1957).

## Нагороди[9]

### Королівство Пруссія
- Почесний громадянин міст Бояново (1884), Бреслау (1903) і Кенігсгютте (1903)
- Орден Корони (Пруссія) 1-го класу (31 грудня 1884)[10]
- Орден Чорного орла, великий хрест (31 серпня 1896)[11]
- Столітня медаль
- Почесний генерал-майор Прусської армії (27 січня 1898)[12]
- Медаль Червоного Хреста (Пруссія) 2-го класу (27 січня 1899)[11]
- Орден Чорного орла з ланцюгом
  - орден (18 січня 1901)[13]
  - ланцюг (17 січня 1902)[11]
- Орден Заслуг Прусської Корони (22 червня 1903)
- Почесний доктор права і медицини університету Бреслау

### Інші держави або династії
- Орден дому Саксен-Ернестіне, великий хрест (1875)[14]
- Орден Вюртемберзької корони, великий хрест (1892)[15]
- Орден Альберта (Саксонія), великий хрест із золотою зіркою (1896)[16]
- Орден Леопольда (Австрія), великий хрест (Австро-Угорщина; 1900)[17]
- Орден Вендської корони, великий хрест з короною в руді (Мекленбург)
- Орден Святих Маврикія та Лазаря, великий хрест (Королівство Італія)
- Орден Пія IX, великий хрест (Ватикан)
- Бальї великого хреста честі та відданості (Мальтійський орден)
- Орден «Османіє» 1-го класу з діамантами (Османська імперія)
- Орден Святого Олександра Невського (Російська імперія)